# Tomáš Norbert Koutník
Tomáš Norbert Koutník, starším pravopisem Kautník, (19. prosince 1698 Choceň – 16. ledna 1775 tamtéž) byl český kantor, varhaník a hudební skladatel.

## Život
Byl synem tkalce v Chocni. V letech 1716–1719 studoval na piaristickém gymnáziu v Litomyšli. Tam byl zřejmě rozpoznán jeho hudební talent, takže v roce 1719 byl převeden do hudebního semináře chlapců zpěváků při  piaristickém gymnáziu v Kroměříži. Studoval rétoriku a aritmetiku a byl znám jako výborný varhaník a houslista.
Po absolvování gymnázia se stal učitelem v Chroustovicích a poté v Kostelci nad Orlicí. V Kostelci byl biřmován a přijal jméno Norbert. V roce 1729 se vrátil do Chocně a zastával zde místo varhaníka a kantora až do své smrti.
V Chocni působilo literátské bratrstvo. Byla to laická společnost dobrovolníků, která se starala o vzdělání, sociální péči a náboženský život členů, ale také vykonávala funkci kostelního pěveckého sboru. Koutník se stal v Chocni starším tohoto bratrstva.
V roce 1734 se oženil s Františkou Matějovskou. Z jejich manželství se narodilo celkem 6 dětí. Zemřel 16. ledna 1775. Podle místní legendy se tak stalo v kostele u varhan. Po jeho smrti převzal školu i kostel jeho zeť Jan František Matějka.

## Dílo
Z dnešního pohledu je jeho dílo zajímavé tím, že ač je zakotveno v hudbě pozdního baroka, objevují se v něm klacistní prvky a je patrný vliv lidové hudby. Svým způsobem je tak předchůdcem Jana Jakuba Ryby. Nejčastějším obsazením Koutníkových skladeb jsou 4 vokální hlasy, dvojice houslí a basso continuo.
Dochovalo se na 50 skladeb, některé v originálním rukopise, převážně však v opisech. Přesto jde patrně pouze o zlomek skladatelova díla. Nejznámější skladbou, která se stala trvalou součástí vánočního repertoáru, je pastorela: Hej, hej, jeden i druhej.
Na uchování a obnovení zájmu o skladatelovo dílo mají velkou zásluhu choceňský skladatel Adolf Kramenič (1889–1953) a historik Jaroslav Vaniš (1923–1993). Kramenič v letech 1943–1950 shromáždil a spartoval skladby z různých kůrů a archivů. Celá Krameničova hudební sbírka je dnes uložena v Regionálním muzeu ve Vysokém Mýtě. O znovuoživení Koutníkova díla se dnes stará hudební soubor Ensemble Damian.
Dochované skladby
- Aria de Tempore
- Ave Regina coelorum

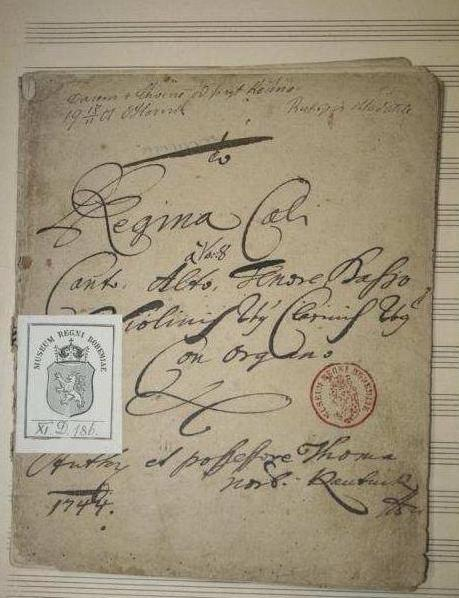
Koutníkův rukopis skladby Regina Coeli

- Cantilena de Passione: Hle Pán náš nevinně
- Cantilena de Passione: Umučení a trýznění
- Cantus pastoralis de Nativitate: Vzhůru bratři milí
- Cantus pastoralis pro festis Natalitiis: Vám ó věrní pastýři (1749)
- Cantus seu Aria ex B: Ave Mundi Spes Maria
- Criminalista newinný – sepolcro
- De Adventu Domini: Prolomte se ó nebesa
- Hymnus de Sancto Spiritu (1768)
- Hymnus de Venerabilis Sacramento (1761)
- In Nativitate Domini: Verbo caro Factum est
- Inno
- Invitatorium
- Litaniae boemicae de Sancto Joanne Nepomuceno ex G (1748)
- Litaniae boemicae de Sancto Joanne Nepomuceno ex Dis (1760)
- Litaniae boemicae de Sancto Joanne Nepomuceno ex B (1767)
- Litaniae boemicae de Venerabili Sacramento ex Dis (1768)
- Litaniae de Sancto Joanne Nepomuceno ex C (1755)
- Litaniae de Sancto Joanne Nepomuceno ex D
- Litaniae de Sanctissimo Nomine Jesu ex C (1767)
- Litaniae de Sanctissimo Nomine Jesu ex C
- Litaniae Lauretanae ex C (1760)
- Offertorium Ave Maria (1744)
- Offertorium pastorale: "Nuž tedy pastýřové
- Pastorella: Hej, hej, jeden i druhej
- Pastorella de Nativitate Domini: Sem pastýři vesele
- Pastorella Hanatica
- Psalmus tono chorali
- Regina coeli ex D (1744)
- Regina coeli ex D (1751)
- Regina coeli ex D (1755)
- Regina coeli ex G
- 2 Regina coeli ex C,G
- Requiem ex E (1772)
- Requiem ex Es
- 2 Rorate coeli (1754)
- Rorate coeli (1765)
- Salve Regina ex C
- Salve Regina ex C
- Salve Regina ex D (1770)
- Salve Regina (Regina Coeli) ex D
- Salve Regina ex G (1773)
- Salve Regina Capucinorum ex Des
- Te Deum ex D (1758)
- Te Deum ex C (D)
- Tempore adventus: Maria dej dovolení
- Tempore adventus: O vinšovaná hodina
- Těžká žalost
- Vesperae de Nativitate Domini
- Vidi aquam

Kromě toho se dochovalo několik fragmentů dalších skladeb.